# رادان غاسانين
رادان غاسانين (بالكرواتية: Rodion Gačanin)‏ من مواليد 16 سبتمبر 1963، مدرب كرة قدم كرواتي.
و قد درب نادي الرفاع البحريني منذ 2002/2003 لغاية 2004/2005 و قد حقق مع الرفاع بطولة الدوري البحريني مرتان عامي :2003 و 2004 إضافة إلى تحقيقه كأس ولي العهد البحريني 3 مرات في أعوام 2002 و 2003 و 2004 ، كذلك حقق مع الرفاع كأس الاتحاد البحريني عام 2004 ، وقد كان يدرب نادي اتحاد كلباء الإماراتي في موسم 2004/2005،
وقد درب نادي الكويت في موسم 2005/2006 و حقق رادان مع نادي الكويت نجاحات كبيرة إذ حقق معهم بطولة الدوري 3 مرات مواسم : 2005/2006 و 2006-2007 2007/2008 وهذا الموسم استطاع فيه رادان تحقيق الثنائية مع نادي الكويت بجمعه بطولة الدوري وكأس ولي عهد الكويت 2007/2008 ، يذكر ان رادان في موسم 2006/2007 ترك الكويت لظروفه العائلية في كرواتيا عندما توفت زوجته ثم عاد ليكمل مهمته مع الفريق مع العلم أن الكويت في هذا الموسم 2006/2007 حقق الدوري تحت قيادة رادان و قيادة المدرب الهولندي وليام الذي درب الفريق أثناء سفر رادان لظروفه العائلية عندما عاد إلى تدريبهم في14 مايو 2007، ودربهم حتى 17 ديسمبر 2007
عندها انتقل إلى تدريب منتخب الكويت لكرة القدمثم فشل مع المنتخب الكويتي وانتقل إلى [[[[نادي النصر لكرة القدم
السعودي) ثم فشل في قياده النصر السعودي مما اضطر إدارة النصر لاقالته ودفع الشرط الجزائي، بدأ تدريب المريخ السوداني من 15/3/2009 م. ودرب اخيرا نادي المحرق البحريني
في 21-4-2011 تعاقد القادسية الكويتي مع الكرواتي رادان لقيادته و قد حقق في أول موسم مع القادسية 2011-2012 بطولة الدوري الكويتي للقادسية و بفارق كبير وصل إلى 11 نقطة عن الوصيف الكويت ، إضافة إلى تحقيق كأس أمير الكويت 2011-2012 على حساب كاظمة بهدف وحيد ، و قبل ذلك كله كان قد حقق كأس السوبر الكويتي الذي يسبق انطلاقة الموسم الكروي في الكويت 2011 ، في موسم 2012/2013 ثاني مواسمه مع القادسية ، خسر كأس السوبر 2012 من العربي ، و كان يحتل المركز الثاني بعد مرور أربع جولات من الدوري الكويتي خلف نادي الكويت بفارق نقطتين ، لكن في 7-10-2012 تمت إقالته من مجلس إدارة القادسية بعد نشوب مشكلة بينه و بين جمهور القادسية في مباراته أمام الجهراء بالدوري .
في 17-12-2012 وقع الكرواتي رادان الخبير في الخليج و صاحب 13 بطولة في البحرين و الكويت معاً ، وقع عقدا ليدرب من خلاله فريق اربيل العراقي الذي تعاقد معه بعد اعتذار مدربه السوري نزار محروس عن المهمة ، وهو حالياً مدرباً لفريق اربيل العراقي . .

## روابط خارجية
- رادان غاسانين على موقع قاعدة بيانات كرة القدم.إي يو (الإنجليزية)